# Ermanno di Hohenlohe-Langenburg
Ermanno di Hohenlohe-Langenburg (Langenburg, 31 agosto 1832 – Langenburg, 9 marzo 1913) fu principe di Hohenlohe-Langenburg.

## Biografia
Era il secondogenito del principe Ernesto I di Hohenlohe-Langenburg, e di sua moglie, la principessa Feodora di Leiningen, sorellastra della regina Vittoria d'Inghilterra.
Egli iniziò la propria carriera militare dopo i propri studi a Berlino, succedendo al trono paterno dopo che il fratello maggiore Carlo Ludovico II aveva contratto matrimonio morganatico nel 1860. Egli partecipò attivamente alla Guerra Franco-Prussiana, appartenendo al parlamento tedesco da 1871 al 1881 ed entrò nello staff del governo Bismarck con particolare attenzione alla politica coloniale tedesca. Ermanno di Hohenlohe-Langenburg fu infatti uno degli iniziatori della tradizione delle associazioni per lo sviluppo coloniale in Africa. Tra il 1894 ed il 1907 fu il successore di Chlodwig zu Hohenlohe-Schillingsfürst come governatore delle regioni di Alsazia e Lorena.

## Matrimonio
Sposò, il 24 settembre 1862 a Karlsruhe, principessa Leopoldina di Baden (1837-1903), figlia di Guglielmo di Baden e di Elisabetta Alessandrina di Württemberg. Ebbero  tre figli:
- Ernesto II (1863-1950), sposò la Principessa Alessandra di Sassonia-Coburgo e Gotha;
- Elisa (1864-1929), sposò il principe Enrico XXVII di Reuss-Gera (1858-1928);
- Feodora (1866-1932), sposò Emich di Leiningen (1866-1939).

## Ascendenza
|                                          |                                       |                                                  | Genitori                                      |  |  | Nonni |  |  | Bisnonni                                  |  |  | Trisnonni                     |  |
|                                          |                                       |                                                  |                                               |  |  |       |  |  | Cristiano Alberto di Hohenlohe-Langenburg |  |  | Luigi di Hohenlohe-Langenburg |  |
|                                          |                                       |                                                  |                                               |  |  |       |  |  | Cristiano Alberto di Hohenlohe-Langenburg |  |  | Luigi di Hohenlohe-Langenburg |  |
|                                          |                                       | Eleonora di Nassau-Saarbrücken                   |                                               |  |  |       |  |  | Cristiano Alberto di Hohenlohe-Langenburg |  |  |                               |  |
| Carlo Ludovico I di Hohenlohe-Langenburg |                                       |                                                  |                                               |  |  |       |  |  | Cristiano Alberto di Hohenlohe-Langenburg |  |  |                               |  |
|                                          |                                       | Carolina di Stolberg-Gedern                      | Federico Carlo di Stolberg-Gedern             |  |  |       |  |  |                                           |  |  |                               |  |
|                                          |                                       | Carolina di Stolberg-Gedern                      | Federico Carlo di Stolberg-Gedern             |  |  |       |  |  |                                           |  |  |                               |  |
|                                          |                                       | Carolina di Stolberg-Gedern                      | Luisa di Nassau-Saarbrücken                   |  |  |       |  |  |                                           |  |  |                               |  |
| Ernesto I di Hohenlohe-Langenburg        |                                       | Carolina di Stolberg-Gedern                      |                                               |  |  |       |  |  |                                           |  |  |                               |  |
|                                          |                                       | Giovanni Cristiano II di Solms-Baruth            | Giovanni Carlo di Solms-Baruth                |  |  |       |  |  |                                           |  |  |                               |  |
|                                          |                                       | Giovanni Cristiano II di Solms-Baruth            | Giovanni Carlo di Solms-Baruth                |  |  |       |  |  |                                           |  |  |                               |  |
|                                          |                                       | Giovanni Cristiano II di Solms-Baruth            | Luisa di Lippe-Biesterfeld                    |  |  |       |  |  |                                           |  |  |                               |  |
| Amalia Enrichetta di Solms-Baruth        |                                       | Giovanni Cristiano II di Solms-Baruth            |                                               |  |  |       |  |  |                                           |  |  |                               |  |
|                                          |                                       | Federica Luisa di Reuss-Köstritz                 | Enrico VI di Reuss-Köstritz                   |  |  |       |  |  |                                           |  |  |                               |  |
|                                          |                                       | Federica Luisa di Reuss-Köstritz                 | Enrico VI di Reuss-Köstritz                   |  |  |       |  |  |                                           |  |  |                               |  |
|                                          |                                       | Federica Luisa di Reuss-Köstritz                 | Anna Francesca Enrichetta Luisa de Casado     |  |  |       |  |  |                                           |  |  |                               |  |
| Ermanno di Hohenlohe-Langenburg          |                                       | Federica Luisa di Reuss-Köstritz                 |                                               |  |  |       |  |  |                                           |  |  |                               |  |
|                                          | Carlo Federico Guglielmo di Leiningen | Federico Magnus di Leiningen-Dagsburg-Hartenburg |                                               |  |  |       |  |  |                                           |  |  |                               |  |
|                                          | Carlo Federico Guglielmo di Leiningen | Federico Magnus di Leiningen-Dagsburg-Hartenburg |                                               |  |  |       |  |  |                                           |  |  |                               |  |
|                                          | Carlo Federico Guglielmo di Leiningen | Anna di Wurmbrand-Stuppach                       |                                               |  |  |       |  |  |                                           |  |  |                               |  |
| Emilio Carlo di Leiningen                | Carlo Federico Guglielmo di Leiningen |                                                  |                                               |  |  |       |  |  |                                           |  |  |                               |  |
|                                          |                                       | Cristiana di Solms-Rödelheim-Assenheim           | Guglielmo di Solms-Rödelheim-Assenheim        |  |  |       |  |  |                                           |  |  |                               |  |
|                                          |                                       | Cristiana di Solms-Rödelheim-Assenheim           | Guglielmo di Solms-Rödelheim-Assenheim        |  |  |       |  |  |                                           |  |  |                               |  |
|                                          |                                       | Cristiana di Solms-Rödelheim-Assenheim           | Maria Anna di Wurmbrand-Stuppach              |  |  |       |  |  |                                           |  |  |                               |  |
| Feodora di Leiningen                     |                                       | Cristiana di Solms-Rödelheim-Assenheim           |                                               |  |  |       |  |  |                                           |  |  |                               |  |
|                                          |                                       | Francesco Federico di Sassonia-Coburgo-Saalfeld  | Ernesto Federico di Sassonia-Coburgo-Saalfeld |  |  |       |  |  |                                           |  |  |                               |  |
|                                          |                                       | Francesco Federico di Sassonia-Coburgo-Saalfeld  | Ernesto Federico di Sassonia-Coburgo-Saalfeld |  |  |       |  |  |                                           |  |  |                               |  |
|                                          |                                       | Francesco Federico di Sassonia-Coburgo-Saalfeld  | Sofia Antonia di Brunswick-Wolfenbüttel       |  |  |       |  |  |                                           |  |  |                               |  |
| Vittoria di Sassonia-Coburgo-Saalfeld    |                                       | Francesco Federico di Sassonia-Coburgo-Saalfeld  |                                               |  |  |       |  |  |                                           |  |  |                               |  |
|                                          |                                       | Augusta di Reuss-Ebersdorf                       | Enrico XXIV di Reuss-Ebersdorf                |  |  |       |  |  |                                           |  |  |                               |  |
|                                          |                                       | Augusta di Reuss-Ebersdorf                       | Enrico XXIV di Reuss-Ebersdorf                |  |  |       |  |  |                                           |  |  |                               |  |
|                                          |                                       | Augusta di Reuss-Ebersdorf                       | Carolina Ernestina di Erbach-Schönberg        |  |  |       |  |  |                                           |  |  |                               |  |
|                                          |                                       | Augusta di Reuss-Ebersdorf                       |                                               |  |  |       |  |  |                                           |  |  |                               |  |